# Max Littmann
Bernhard Max Littmann (Schloßchemnitz, 3 gennaio 1862 – Monaco di Baviera, 20 settembre 1931) è stato un architetto tedesco.

## Biografia

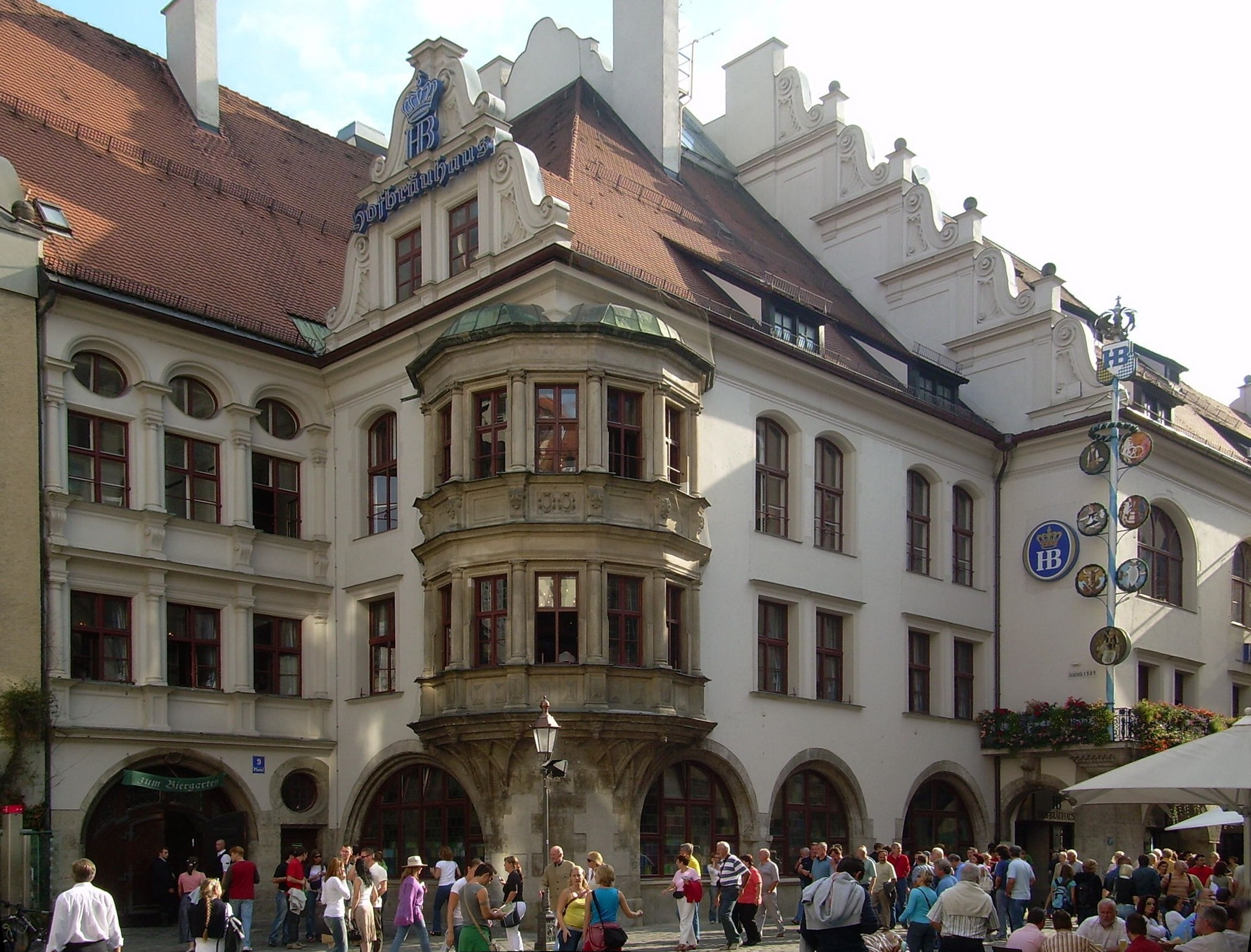
Hofbräuhaus di Monaco 1896-1897

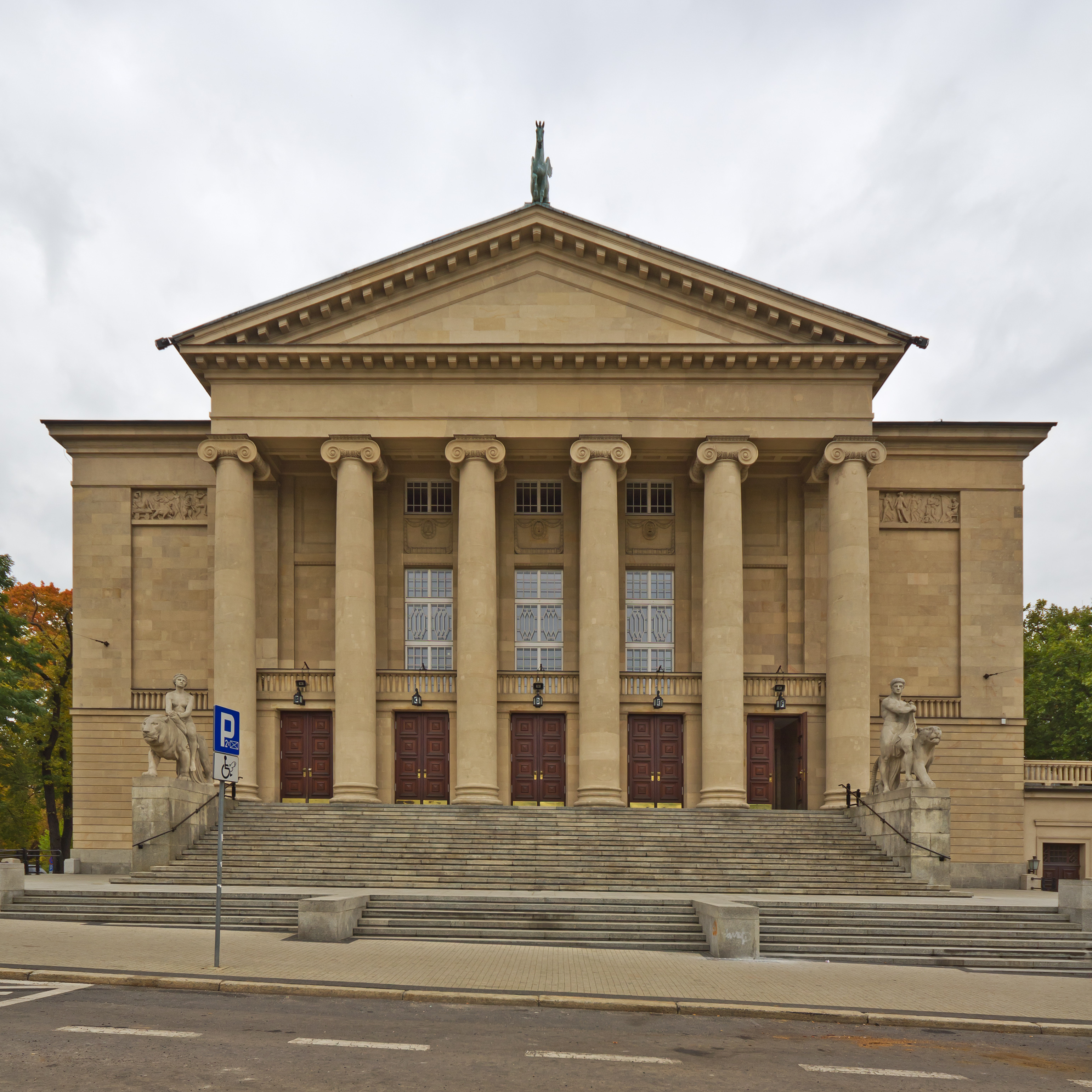
Teatro dell'opera di Poznań 1909-1910

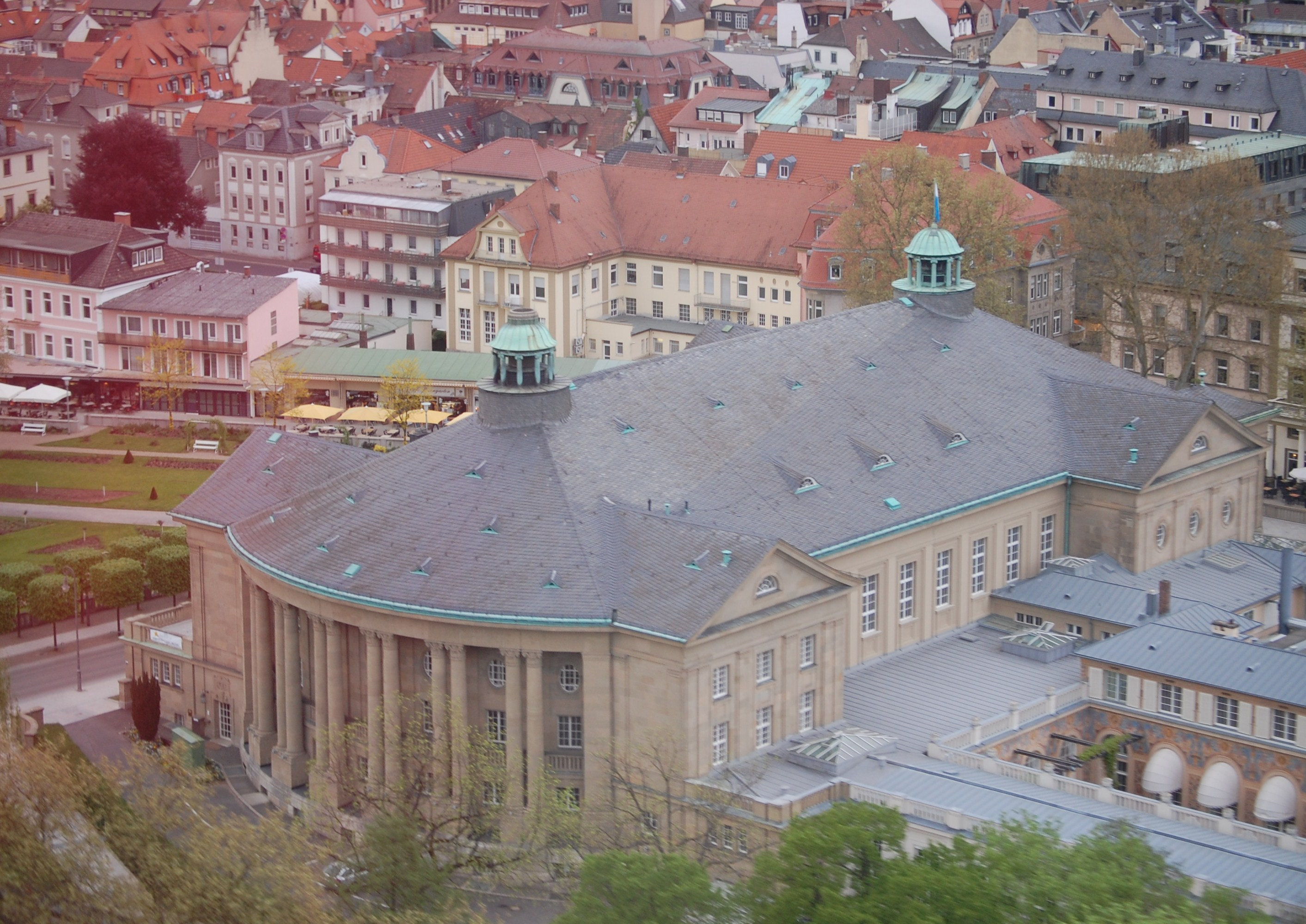
Regentenbau (sala concerti) di Bad Kissingen 1910-1913

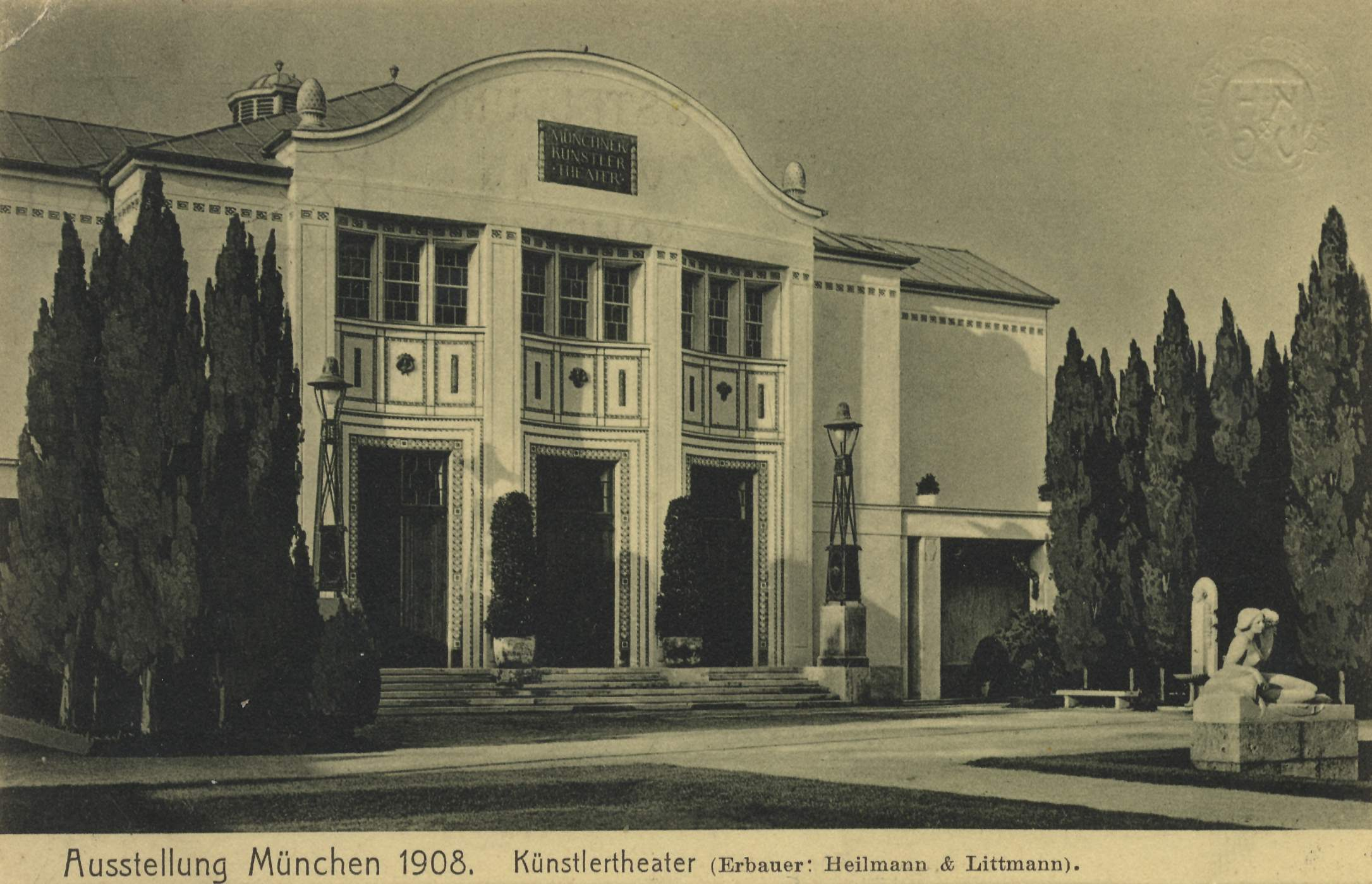
Münchner Künstlertheater di Monaco 1907-1908

Studiò all'università di Chemnitz e all'Università tecnica di Dresda. Nel 1885 si trasferì a Monaco di Baviera dove incontrò Friedrich Thiersch e Gabriel von Seidl. Dopo due viaggi di studio in Italia e a Parigi, si stabilì a Monaco come libero professionista.
Nel 1891 si unì all'attività del suocero, Jakob Heilmann, trasformandola così in Heilmann & Littmann società in nome collettivo (per poi diventare una società in accomandita), occupandosi della pianificazione. Littmann eccelleva nella costruzione di edifici quali teatri, grandi magazzini e centri benessere ed era il complemento perfetto per Heilmann, che si era specializzato nelle costruzioni di abitazioni.
Durante la sua vita, Littmann fu inserito nell'Encyclopaedia Judaica. La sua genealogia non dà alcun indizio della discendenza ebraica, piuttosto sembra discendesse da una famiglia protestante di Oschatz (Sassonia), che poteva essere fatta risalire per diversi secoli.

## Edifici (selezione)
- 1896-1897 Hofbräuhaus di Monaco di Baviera
- 1898-1900 Kurhaus (edificio termale) a Bad Reichenhall
- 1900-1901 Prinzregententheater di Monaco di Baviera
- 1904-1905 Kurtheater a Bad Kissingen
- 1905-1906 Schillertheater a Berlino
- 1906-1907 Deutsches Nationaltheater a Weimar
- 1907-1908 Münchner Künstlertheater a Monaco di Baviera
- 1909–1910 Stadttheater Posen (oggi: Poznań)
- 1909–1912 Königlich Württembergisches Hoftheater a Stoccarda (teatro dell'opera)
- 1910-1913 Regentenbau (sala concerti) e Wandelhalle (edificio termale) a Bad Kissingen
- 1926-1927 Kurhausbad (edificio termale) a Bad Kissingen